# HB2
Ne doit pas être confondu avec Bimota HB2.
La loi dite HB2 (Public Facilities Privacy & Security Act ou An Act to Provide for Single-sex Multiple Occupancy Bathroom and Changing Facilities in Schools and Public Agencies and to Create Statewide Consistency in Regulation of Employment and Public Accommodations ou House Bill 2) est une loi votée par l’État américain de Caroline du Nord en mars 2016 qui interdit l'usage par les personnes transgenre des toilettes destinées au genre auquel ils s'identifient.

## Texte de loi
Ce texte de loi a été décrit comme le plus opposé aux droits LGBT des États-Unis alors que ses promoteurs le décrivent comme une législation de « bon sens ».
Une disposition controversée de la loi élimine les garanties anti-discriminatoires pour les gays, bisexuels, les personnes transgenres, non-binaires et intersexuées et autorise dans les bâtiments du gouvernement de l'État que les habitants ne puissent utiliser que les toilettes dédiées au genre indiqué sur leur certificat de naissance. Elle est dénoncée car elle interdit aux personnes transgenre ne souhaitant ou ne pouvant modifier leur certificat de naissance d'utiliser les toilettes correspondant à leur identité de genre. En Caroline du Nord, seules les personnes ayant subi une intervention de chirurgie de réattribution sexuelle peuvent faire modifier leur certificat de naissance, alors que d'autres juridictions hors de cet état ont des dispositions légales encore plus restrictives.
La loi interdit également aux municipalités de Caroline du Nord de décider de dispositions anti-discriminatoires, d'instaurer un salaire minimum, de règlementer le travail des enfants ou de prendre certaines règlementations pour les travailleurs. Initialement, la législation supprimait la Common law, le private right of action pour attaquer les lois anti-discriminatoires devant les cours d’État mais le projet a été amendé pour rétablir ces droits.
Le 9 mai 2016, le département de la Justice des États-Unis intente des poursuites contre le gouverneur Pat McCrory, le North Carolina Department of Public Safety et l'université de Caroline du Nord arguant que la loi HB2 violerait le Titre VII du Civil Rights Act de 1964, le Titre IX des Amendements sur l'Éducation de 1972 et la loi contre les violences faites au femmes. Le même jour, le gouverneur de Caroline du Nord entame une action judiciaire contre département de la Justice pour défendre la loi HB2[réf. souhaitée].
Cette polémique contribue à la défaite de Pat McCrory en novembre 2016 qui n'est pas réélu gouverneur. Toutefois, avec l'élection de Donald Trump à la Maison blanche, les départements de la justice et de l’éducation ont annoncé le 22 février 2017 qu'ils ne soutiendraient la contestation de législation comme HB2.

## Réactions dans le monde du sport
La promulgation de la loi HB2 entraîne des décisions de boycott. Ainsi, le bureau des gouverneurs de la National Collegiate Athletic Association (NCAA) annonce en septembre avoir décidé de relocaliser les sept compétitions prévues en Caroline du nord durant la saison académique 2016-2017. L'équipe universitaire féminine de basket-ball des Catamounts du Vermont annonce en août 2016 qu'elle renonce à son déplacement en Caroline du Nord en décembre en raison de la loi HB2 expliquant que l'université cherchant à « créer un climat inclusif » pour ses étudiants et qu'il serait  « difficile à remplir ces obligations tout en jouant dans un État avec cette loi ». En juillet 2016, comme elle l'avait annoncé depuis plusieurs semaines, la NBA avait déjà décidé de retirer l'organisation du NBA All-Star Game 2017 à la ville de Charlotte. Adam Silver explique : « La NBA et les Charlotte Hornets ont travaillé avec diligence pour favoriser un dialogue constructif et essayer d'apporter des changements positifs dès le mois de mars et l’adoption de la loi HB2 (...) Même si nous reconnaissons que la NBA ne peut pas choisir les lois dans chaque ville, État, pays dans lesquels nous faisons affaire, nous ne pensons pas que nous pouvons réussir à organiser nos festivités du All-Star à Charlotte avec le climat créé par HB2 ». La loi modifiée, la NBA annonce en mai 2017 la reprogrammation de la rencontre prévue à Charlotte pour la saison NBA 2018-2019.